# Reno (film 1923)
Reno è un film muto del 1923 scritto e diretto da Rupert Hughes. Prodotto dalla Goldwyn Pictures Corporation, aveva come interpreti Helene Chadwick, Lew Cody, George Walsh, Carmel Myers, Dale Fuller, Hedda Hopper, Kathleen Key.

## Trama
Roy Tappan divorzia dalla sua seconda moglie, Emily, per sposare Dora Carson, anche lei appena divorziata, convinto che lei sia una donna ricca. Intanto la povera Emily, rimasta sola con due bambini, sposa Walter Heath, un suo vecchio innamorato, ma i due scoprono ben presto che il divorzio di lei non è legale nel suo stato d'origine. Roy e la sua nuova moglie (pure lei senza il becco di un quattrino) finiscono i soldi. La zia di lui promette di aiutarlo, ma solo se potrà avere anche i due bambini di Roy. Lui, allora, li rapisce, nascondendoli poi in casa della zia. Emily e Walter ritrovano i ragazzi e si recano a Yellowstone, dove la legge considera legale il loro matrimonio. Roy, che li ha seguiti, si scontra con Walter ma trova la morte quando finisce dentro un geyser che, in ebollizione, lo lancia in aria facendolo ricadere sulle rocce sottostanti..

## Produzione
Il film, prodotto dalla Goldwyn Pictures Corporation con il titolo di lavorazione Law Against Law, venne girato in esterni nel Parco nazionale di Yellowstone.
In origine doveva intitolarsi Law Against Law perché il soggetto del film prendeva spunto dai problemi che provocavano le leggi dei diversi stati per ciò che riguardava il divorzio. All'epoca, c'erano quarantanove differenti codici, compreso quello del Distretto di Columbia; il 24 novembre 1923, il Motion Picture News riportava che la Goldwyn Pictures aveva cambiato il titolo in Reno, perché:"Reno è la grande colonia del divorzio di questo paese di codici".
Secondo il Picture-Play del novembre 1923, durante le riprese presso il geyser, Helene Chadwick e uno degli assistenti rimasero scottati durante un'eruzione inaspettata, facendo perdere all'attrice diversi giorni di lavorazione. Durante la scena della lotta, Lew Cody rimase ferito a una caviglia, con lesioni al braccio destro.

## Distribuzione
Il copyright del film, richiesto dalla Goldwyn Pictures, fu registrato il 9 dicembre 1923 con il numero LP19709.

Distribuito dalla Goldwyn-Cosmopolitan Distributing Corporation, il film uscì nelle sale cinematografiche statunitensi il 9 dicembre 1923 dopo essere stato presentato in prima a San Francisco il 1º dicembre 1923.

In Finlandia, venne distribuito il 28 settembre 1924. In Francia, il titolo venne tradotto in Reno, la ville du divorce.
Copia incompleta della pellicola (quattro rulli sui sette dell'originale) si trova conservata negli archivi della MGM.